# Ẑ
الحرف Ẑ هو حرف مشتق من الحرف Z اللاتيني مع إضافة شكلة. يستخدم لترجمة الحرف الكيريلي Ѕ أو (Dze) بحسب معايير أيزو 9.